# Wim van de Camp
Wilhelmus Johannes Gerardus Maria "Wim" van de Camp (sinh ngày 27 tháng 7 năm 1953) là một chính khách người Hà Lan, phục vụ như một thành viên của Nghị viện châu Âu (MEP) từ năm 2009 đến 2019. Ông là lãnh đạo của phái đoàn Kháng cáo Dân chủ Kitô giáo (CDA), một phần của Đảng Nhân dân Châu Âu (EPP Group), từ năm 2009 đến 2014. Ông trước đây là thành viên của Hạ viện Hà Lan từ năm 1986 đến 2009), nơi ông hoạt động trong các lĩnh vực giáo dục, tư pháp và chính sách tị nạn.

## Đời tư
Wim van de Camp công khai đồng tính.
Vì có kinh nghiệm trong Hạ viện Hà Lan, Wim van de Camp đóng một vai trò nổi bật trong sự hướng dẫn của các Thành viên Quốc hội mới của Hà Lan. "Lớp học Wim" đã trở thành một khái niệm thực sự trong The Hague. Ông đã đào tạo nhiều thế hệ chính trị gia (CDA).
Năm 1998, Wim van de Camp đã viết một bản tuyên ngôn của Đảng về an toàn mang tên "Cung cấp cơ hội, đặt ranh giới". Trong văn bản của mình, ông kêu gọi, trong số những điều khác, giảm tuổi trách nhiệm hình sự từ mười hai xuống mười.
Wim van de Camp là một người lái xe mô tô nhiệt thành. Ông cũng mang niềm đam mê này vào công việc của mình như là một MEP. Vào ngày 5 tháng 12 năm 2012, Nghị viện châu Âu đã thông qua luật bắt buộc lắp đặt hệ thống ABS trên tất cả các phương tiện cơ giới. Wim van de Camp đã soạn thảo văn bản cho báo cáo này. Ông cũng bày tỏ ý kiến tiêu cực về một đề xuất của Ủy ban châu Âu sẽ khiến việc kiểm tra xe hàng năm là bắt buộc đối với tất cả các xe máy. Theo ông, cả chi phí trực tiếp cho người lái và chi phí hành chính sẽ quá cao so với số vụ tai nạn (0,01%) xảy ra do xe được bảo dưỡng kém.